# Karnevalen i Venedig

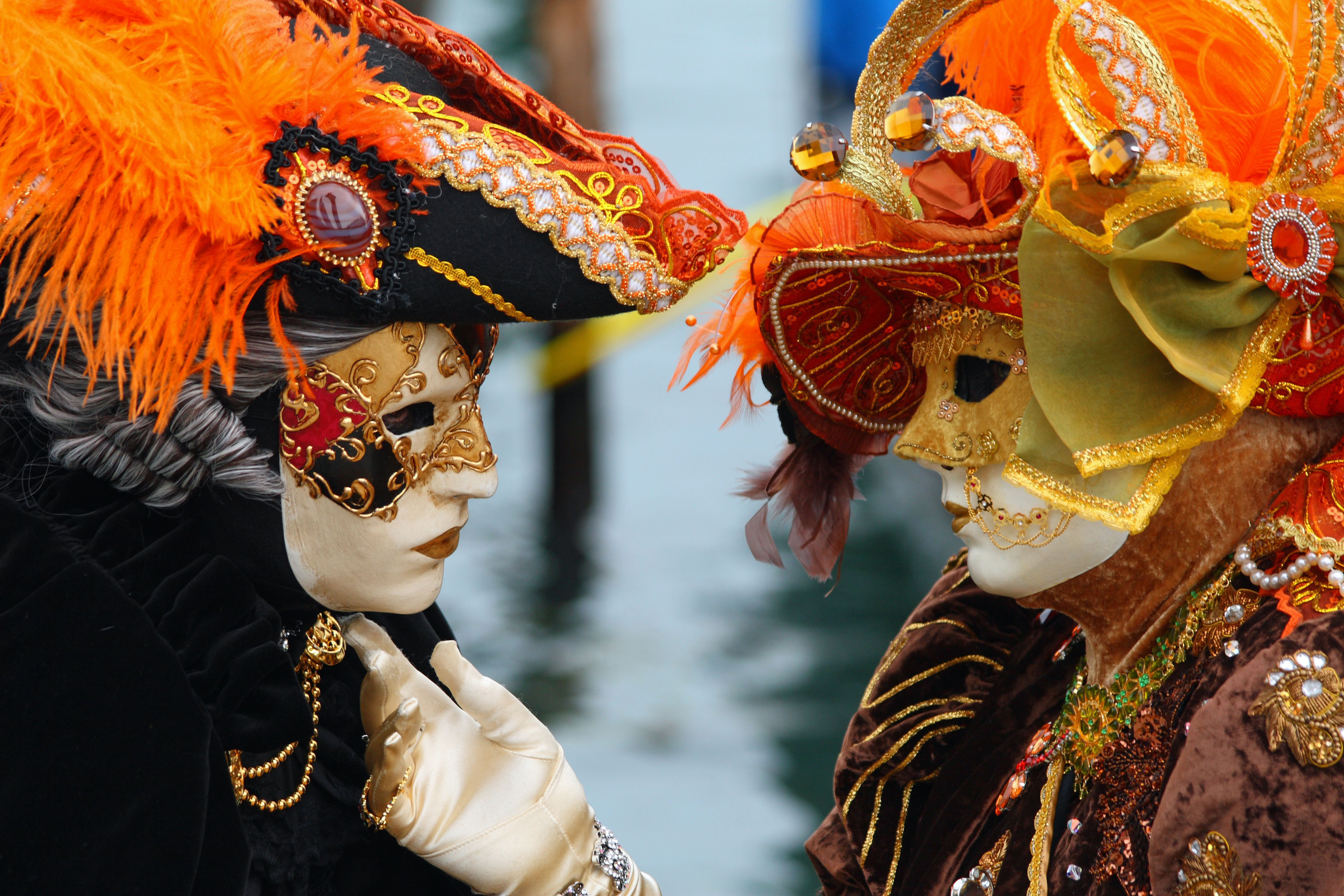

Karnevalen i Venedig, på italienska Il carnevale di Venezia, är en av de mest kända och uppskattade karnevalerna i världen. Karnevalen börjar cirka två veckor före askonsdagen och slutar på fettisdagen. Karnevalen har en lång historia och karnevalen från 1268 finns nedtecknad.

## Historik

### 1000-talet till 1797
Karnevalen i Venedig har anor sedan 1000-talet. Den omnämns första gången 1094 och blev en officiell fest 1292, enligt uppgift för att fira segern över patriarken av Aquileia. En kyrkopolitiskt viktig seger kopplades därmed till en kyrklig högtid.
När 1500-talet inleddes började Venedigs tid som stormakt att gå mot sitt slut. Samtidigt blev karnevalerna allt mer överdådiga. De, liksom andra offentliga fester och kristna högtider, kopplades till historiskt viktiga händelser för staden. Konstverk, litteratur och musik skildrade stadens storhet och historia. Gator, broar och byggnader förskönades. En ärorik historisk myt konstruerades.

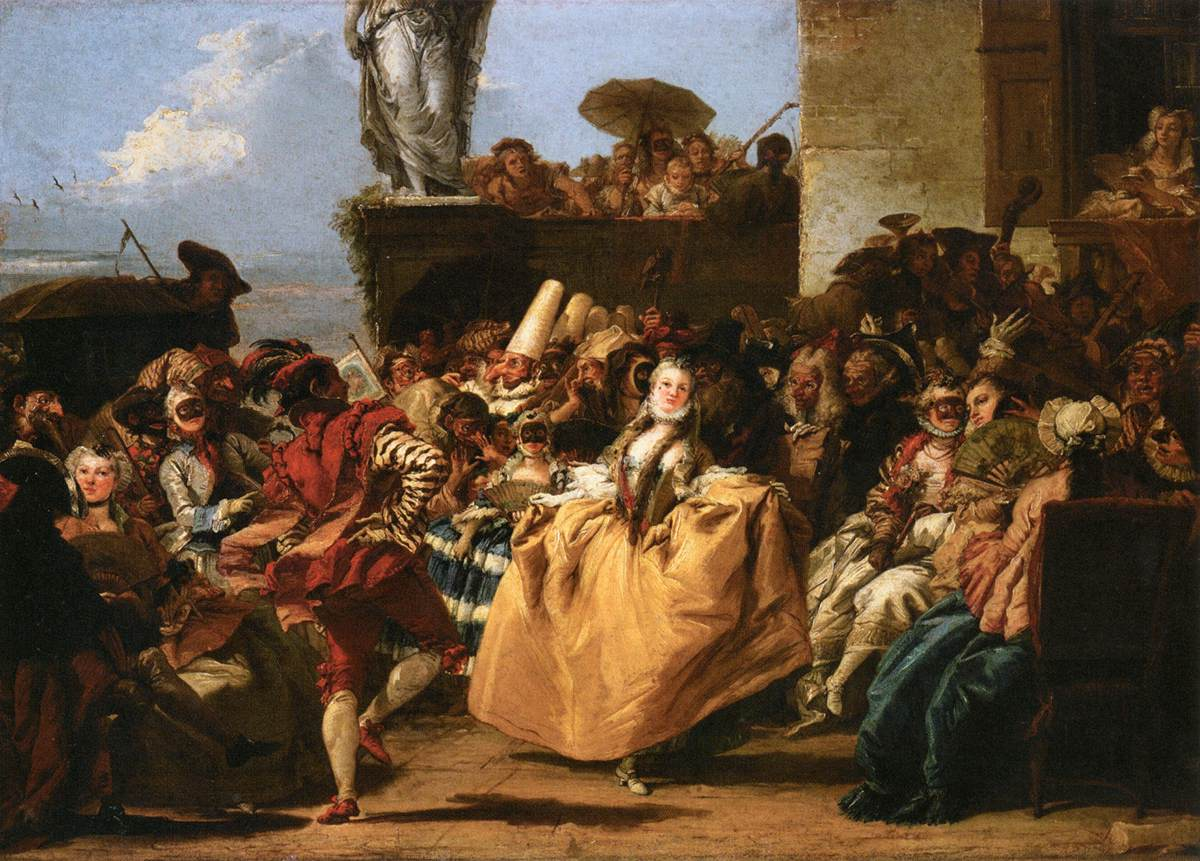
G. B.Tiepolo (1727–1804), Karneval i Venedig 1750

Karnevalen präglades både av genuint folkliga inslag och burleskeri och av de högre klassernas försök att hålla den stilfull. Musik och dans, mat och vin. Ett ”nöje” var att misshandla tjurar och andra djur till döds. Överheten försökte styra firandet, med varierande framgång. Karnevaler kunde vara farliga, leda till uppror, men i Venedig utbröt aldrig revolter.
Man bar masker och ofta heltäckande förklädnader. Anonymiteten brukade respekteras. Även om man mycket väl visste vem som doldes bakom masken, låtsades man inte om det. Venedig var ett starkt segregerat samhälle, men under karnevalen blandade man sig fritt. De sociala normerna kunde ignoreras.
Karnevalen i Venedig, liksom andra karnevaler, har setts både som en säkerhetsventil och som ett sätt att bevara rådande hierarkier. Under en begränsad tid kunde underklassen spela överklass, men sedan återgick man till sina gamla roller. Genom att klasserna blandades fick överheten kännedom om de lägre klassernas tankar om samhället.
Dogen Andrea Gritti (1523-1538) omvandlade karnevalen i ett försök att göra den mer stilfull och foga den till statens prakt. Man försökte att i högre grad styra karnevalen. Ett tjugotal karnevalssällskap bildades som regisserade karnevalerna. De ersatte de grannskapsföreningar och gillen som tidigare haft de ledande rollerna. Bland annat försökte man att begränsa djurhetsning och offentlig slakt. Åtgärderna ledde samtidigt till att den kulturella klyftan mellan aristokratin och övriga folket ökade.
Det fanns i Venedig många andra allmänna fester, fler än brukligt i övriga Italien, men karnevalen var den största. Under fyra sekler, 1400-1700-talen, var Venedigs karneval Europas mest berömda, överdådig och dekadent. I Venedig tilläts sådant som var förbjudet på andra ställen.

### 1979-
1797 erövrade franska trupper under Napoleon republiken Venedig. Staden överläts sedan till Österrike. De nya herrarna förbjöd både masker på allmän plats och karneval. Sporadiskt karnevalsfirande kunde förekomma under 1800-talet, men nästan bara under privata fester.
Det dröjde ända till 1979 innan karnevalerna återkom till Venedig. Initiativet kom från borgmästaren, socialisten Mario Rigo. Karnevalen sågs som ett sätt att väcka liv i en tynande stad med minskande befolkning. Turismen var visserligen stor men andra arbetstillfällen blev allt färre. Karnevalen 1979 varade fyra dagar och betraktades som en stor framgång. Efter denna något blygsamma start har karnevalen vuxit kraftigt. På Markusplatsen festar nu årligen 100 000 maskerade och kostymerade människor. På fettisdagen kommer 200 000 människor till staden. Överdåd och skönhet blandas med mystik och dekadens. Stilfullhet blandas med avsiktlig vulgaritet. Totalt lockar karnevalen mer än 1 miljon besökare varje år.
Liksom på 1500-talet strider olika intressen idag om hur karnevalen ska gestaltas. När det kristdemokratiska partiet kommit till makten 1985 försökte man göra om firandet från ”massornas karneval” till ”de värdigas karneval”. Kommunistpartiet protesterade mot vad man såg som fördumning och brist på genuint folkligt inflytande. Föreningar har bildats för att påverka karnevalsfirandet. Hotellägare, hantverkare, maskskapare och handlare lobbar.

## Masker och förklädnader
Ursprungligen var bruket att bära mask förbehållet aristokratin och det var begränsat till karnevalen och andra fester. Förklädnaden gav överheten möjlighet att festa och bära sig mindre värdigt åt utan att deras sociala ställning riskerades. Masker förekom också vid omröstningar i beslutande församlingar. I takt med att borgarklassen och dess välstånd växte, spreds maskbärandet också dit. På 1600-talet var det allmänt förekommande och tillåtet året runt. Den vanligaste masken kallas bauta. Den är (eller var tidigare) tillverkad av läder, är vitmålad och går ner över munnen. Maskens överläpp går ut som en vid, spetsig näbb, som gör att man kan äta och dricka med masken på.
På 1500-talet var Venedig Europas teaterhuvudstad, i synnerhet för Commedia dell’arte. De masker och förklädnader som har använts vid karnevalerna har ofta sina förebilder därifrån: Harlekin, Columbina, Pierrot, Pantalone m.fl. Den kanske obehagligaste masken är ”Pestläkaren” som täcker hela ansiktet och har runda glasögon och lång ihålig näbb.
Idag är maskerna ofta gjorda av papier maché, förgylld metall eller av porslin. Varje år har karnevalen ett särskild tema och folk kan ägna månader åt att sy sina dräkter. Besökande kan köpa sin mask på plats eller bli konstfärdigt sminkad.

Till dräkten bär man ofta en trekantig hatt. Den neapolitanska folkvisan O Mamma, Mamma Cara har lockat många tonsättare att skriva variationer och arrangemang, ofta med titeln Karneval i Venedig. I Sverige och några andra länder förknippas den med texten ”Min hatt, den har tre kanter”. 

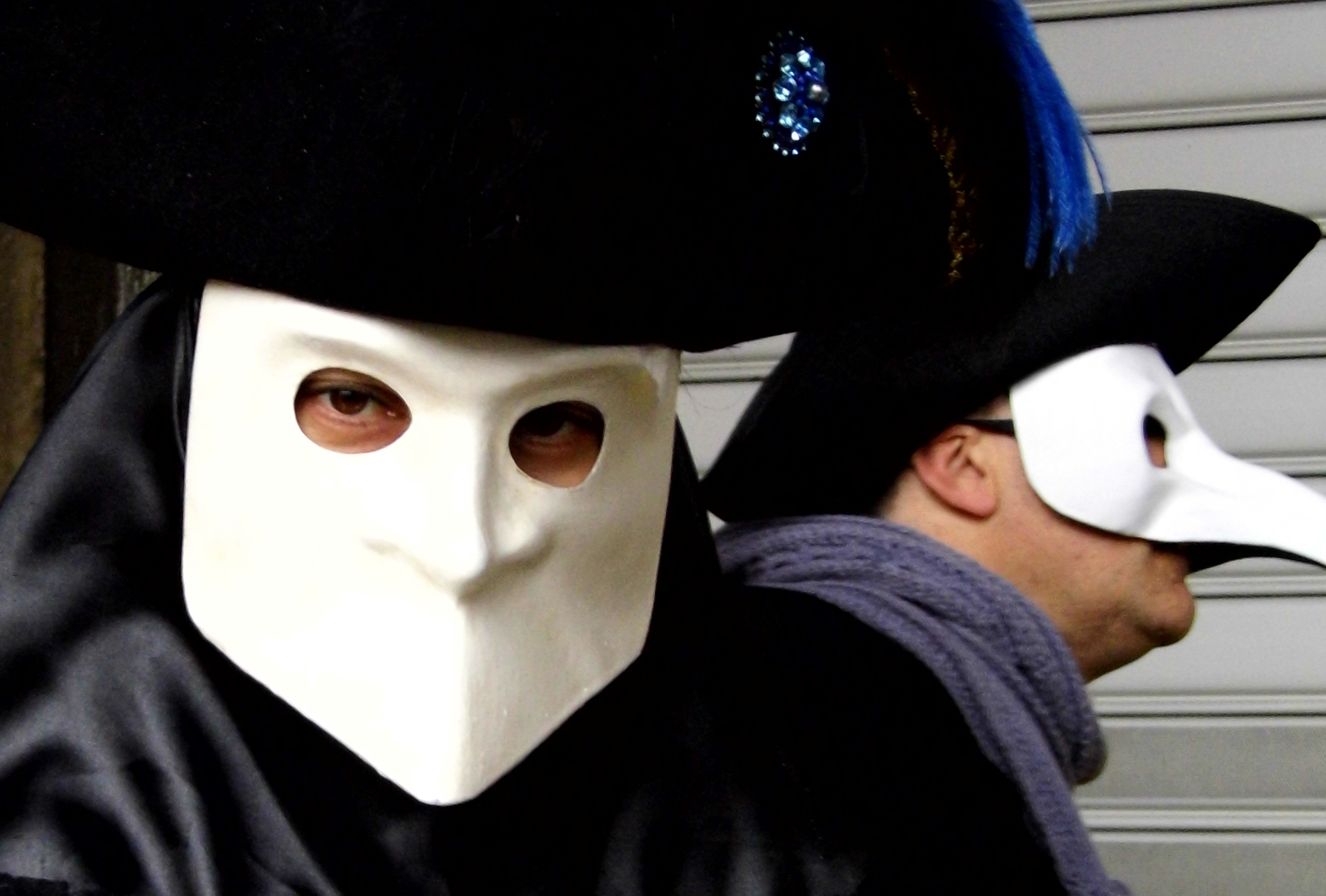
Man med bautamask och trekantig hatt. Bakom man med pantalonemask.
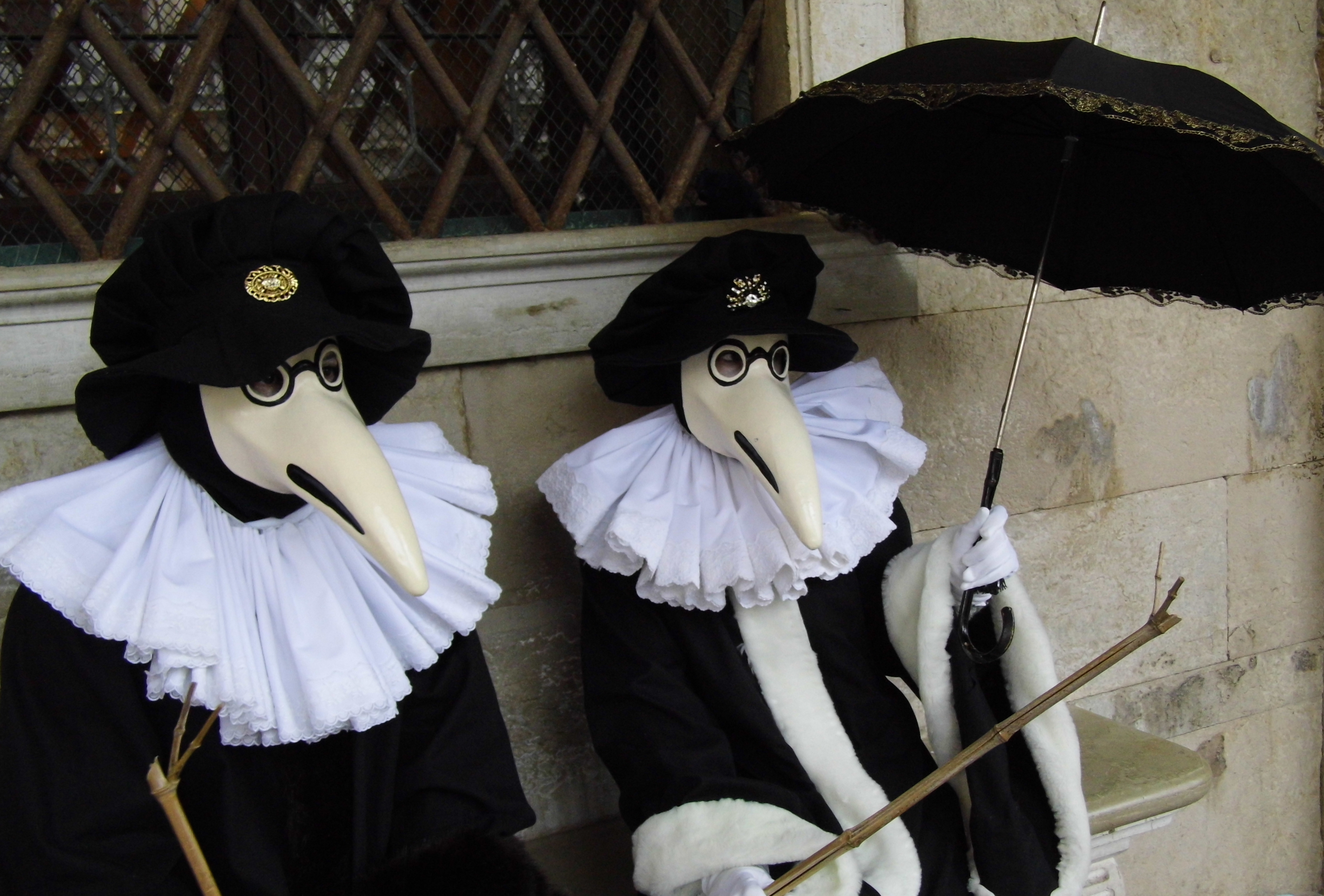
Två "pestläkare".
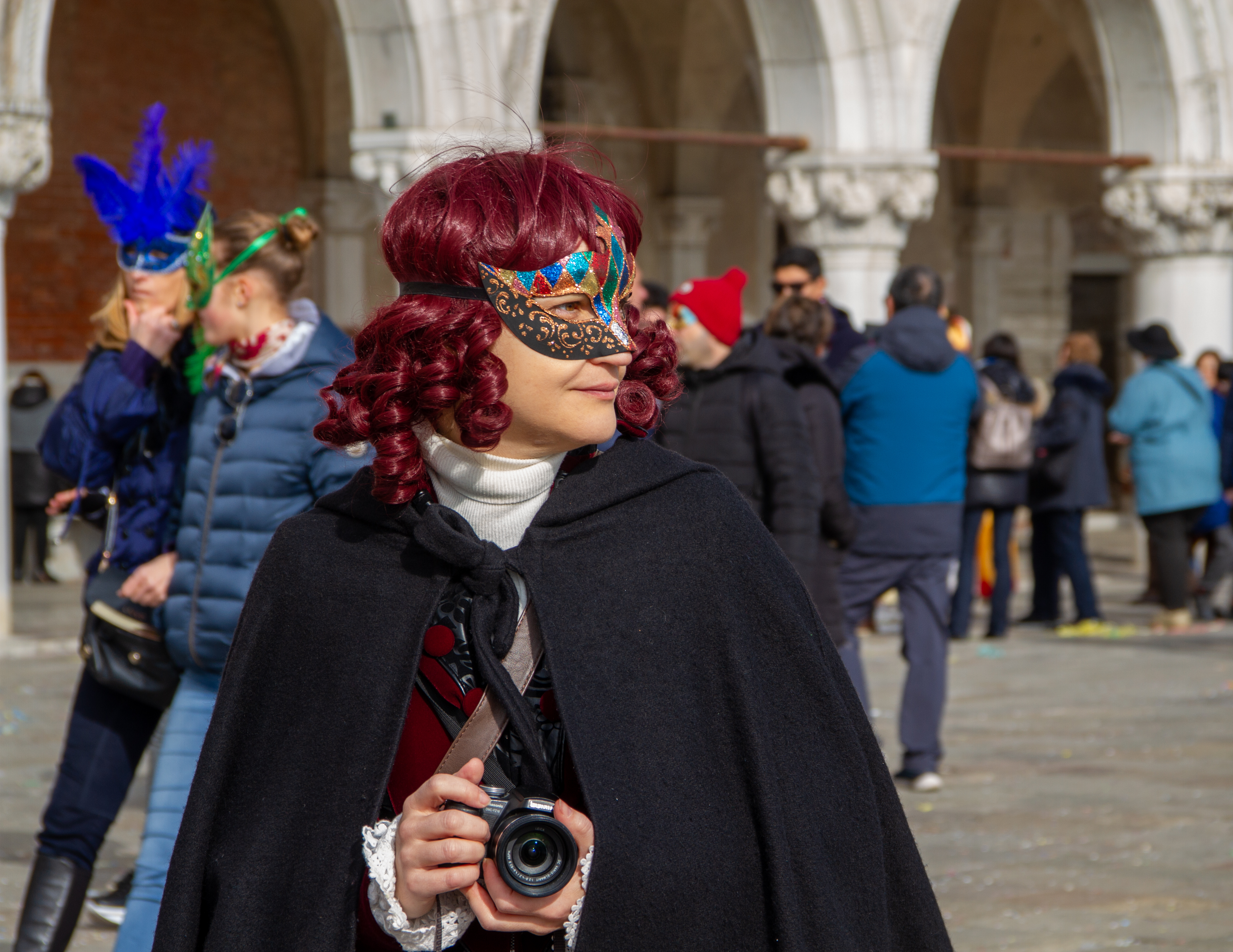
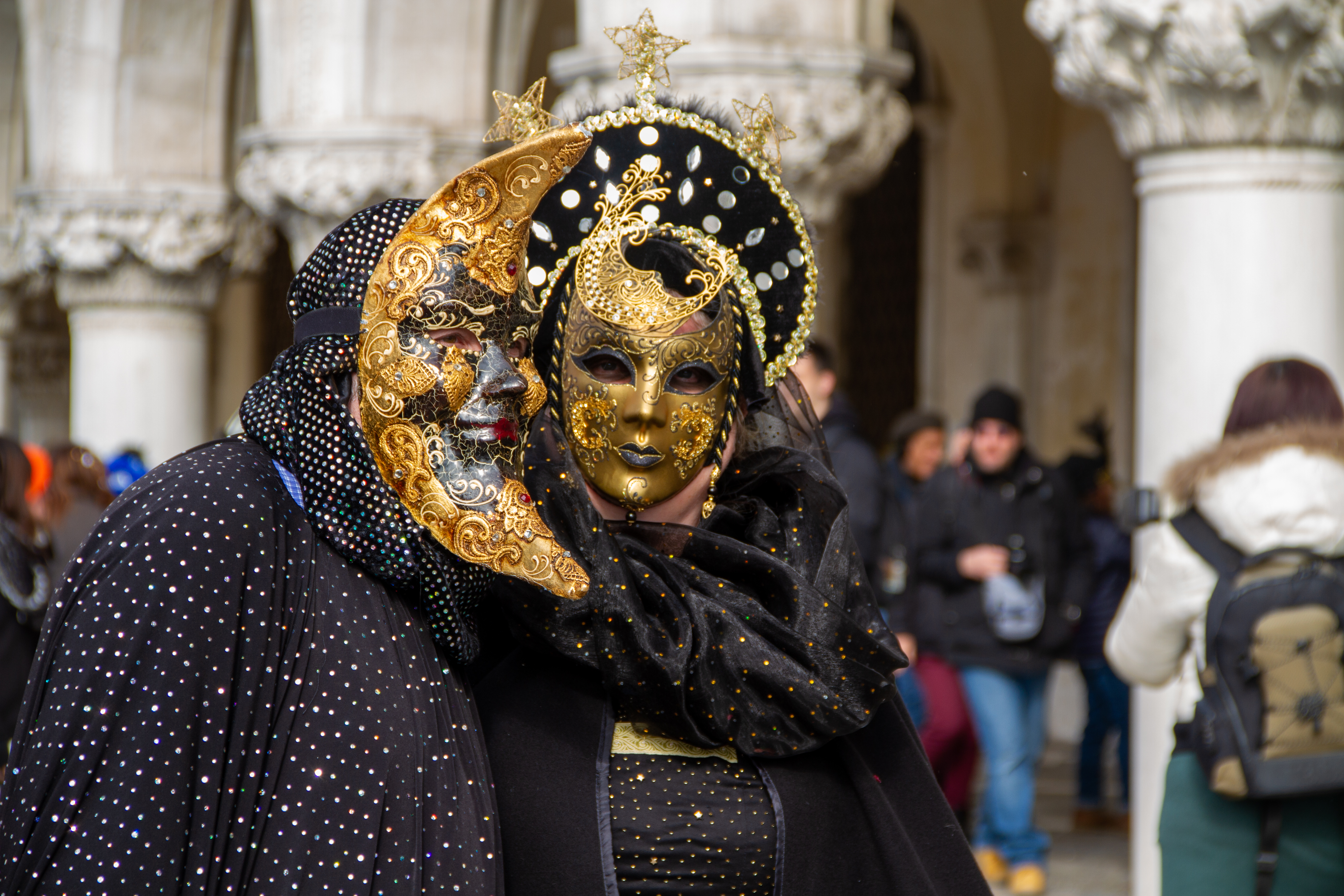
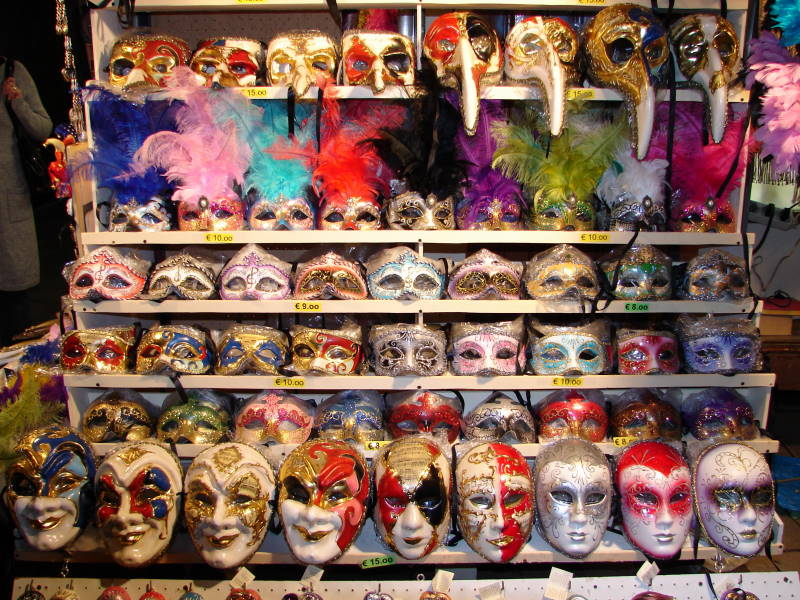
Masker till salu

### Huvudkälla
Feil, D.K. (1998). ”How Venetians Think About Carnival and History”. Australian Journal of Anthropology Vol. 9 (Issue 2): sid. 141-164. doi:10.1111/j.1835-9310.1998.tb00205.x

### Kompletterande källor
1. 1 2  Heimerson, Staffan (1995). ”Jo, karnevalen i Venedig är en allvarlig historia”. Kulturens värld (1995:4):  sid. 22-31. ISSN 0282-5902.
2. ↑  Linnér, Stephan (7 april 1996). ”Venedigs dubbla ansikten”. GT.
3. ↑  Rosving Olsen, Jesper (2012). ”Venedig bakom masken”. Världens historia (2012:8):  sid. 58-63. ISSN 0806-4709.
4. 1 2 3 4  Billgren, Tor (2016). ”I maskens & glädjens stad”. Danstidningen (2016:5):  sid. 20-22. ISSN 1102-0814.
5. 1 2  Damm, Inge (2004). ”Maskernas stad”. Illustrerad vetenskap (2004:3):  sid. 42-47. ISSN 0281-9341.
6. ↑  ”Maskerad karneval i full gång”. Dagens ETC. 10 februari 2015. ISSN 1652-8980.
7. ↑  O’Rourke, P. (2022). ”Protesting Venetians: A carnival attitude”. Performance Research 27 (3-4):  sid. 167–171. doi:10.1080/13528165.2022.2155429.
8. ↑  Malm, Cecilia (11 mars 1983). ”Karnevalsyra”. Aftonbladet.
9. ↑  Malm, Åke (9 februari 1986). ”Karneval”. Aftonbladet.
10. ↑  ”Carnival of Venice (song)”. Wikipedia (en). 20 februari 2024. https://en.wikipedia.org/wiki/Carnival_of_Venice_(song). Läst 7 juni 2024.